# شیگتو ماسودا
شیگتو ماسودا (انگلیسی: Shigeto Masuda؛ زادهٔ ۱۱ ژوئن ۱۹۹۲) بازیکن فوتبال اهل ژاپن است.
از باشگاه‌هایی که در آن بازی کرده‌است می‌توان به باشگاه فوتبال آلبیرکس نیگاتا اشاره کرد.